# نشان ملی سان مارینو
نشان ملی جمهوری سن مارینو در قرن چهاردهم میلادی طراحی شد اما در سال ۱۸۶۲ میلادی قانوناً به‌عنوان نشان این کشور برگزیده شد. سه تپه و قلعه موجود در نشان، نماد سه قلعه گوایتا، دلافراتا، مونتاله می‌باشند که این سه قلعه نماد سن مارینو هستند. دو شاخه بلوط و برگ بو هم نشان پایداری جمهوری و دفاع از آزادی می‌باشند. تاج جمهوری هم نماد حاکمیت می‌باشد و در زیر آن عبارت ایتالیایی "Libertas" به معنای "آزادی" نوشته شده‌است. البته از سال ۲۰۱۱ میلادی دولت سن مارینو از اصلاح شده نشان فعلی در پرتال خود استفاده می‌کند.

## نگارخانه

اصلاح شده نشان فعلی که در پرتال رسمی دولت سن مارینو استفاده می شود
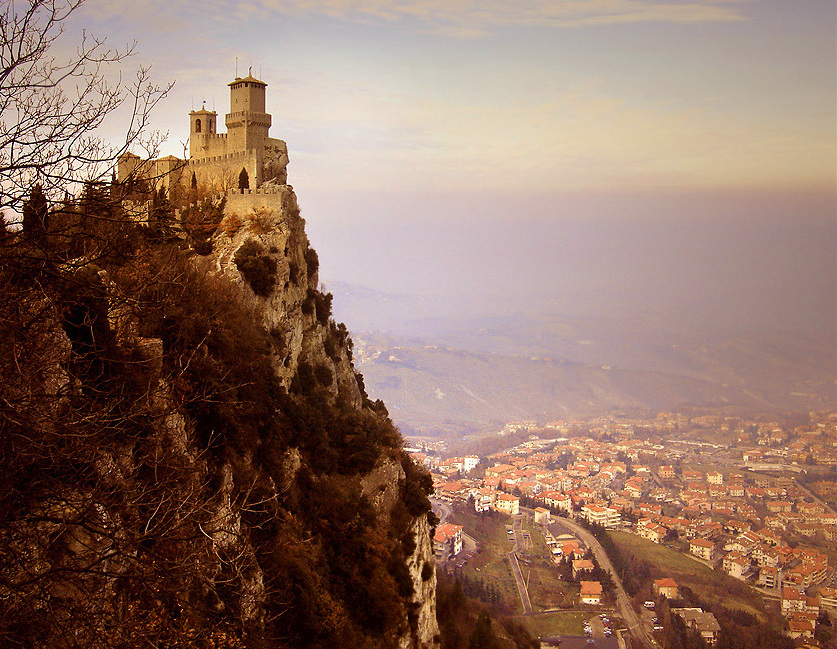
قلعه گوایتا
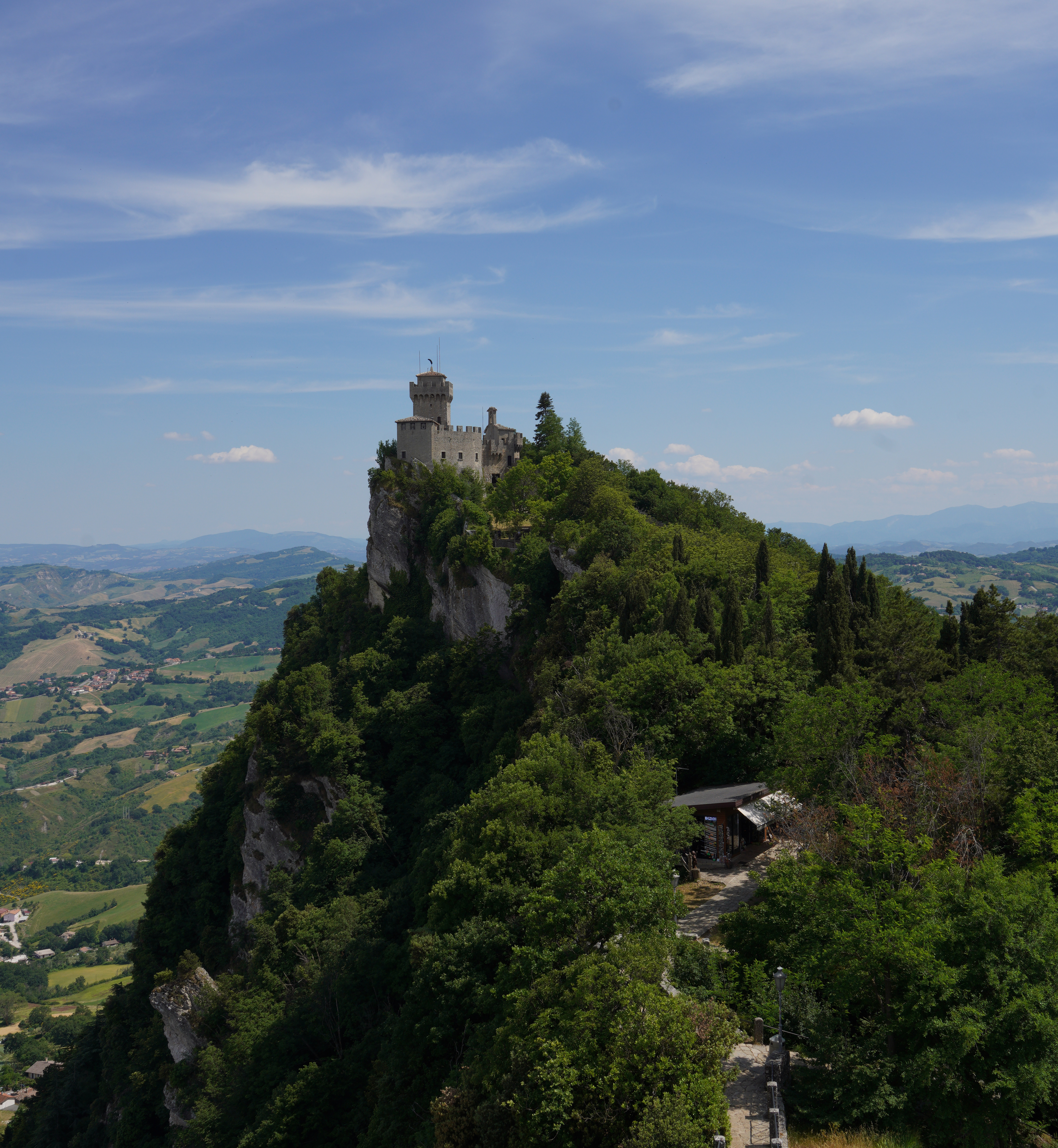
قلعه دلافراتا
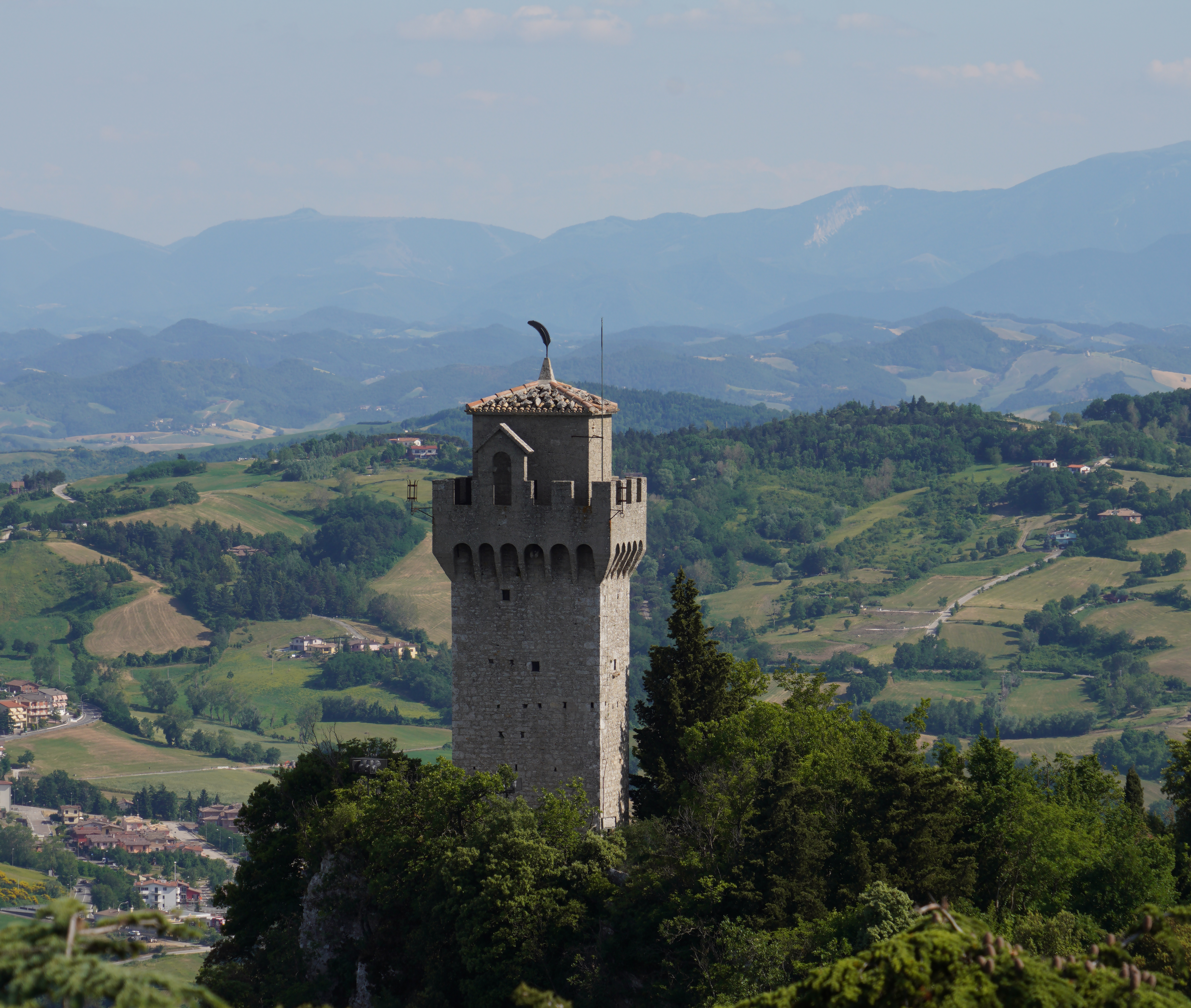